# Dashkovait
Dashkovait ist ein extrem seltenes Mineral aus der Mineralklasse der „Organischen Verbindungen“. Es kristallisiert im monoklinen Kristallsystem mit der chemischen Zusammensetzung Mg(HCOO)2, ist also chemisch gesehen ein Magnesiumformiat.
Dashkovait entwickelt nur selten gut ausgeprägte, tafelförmige Kristalle. Meistens bildet er kleine, kugelförmige, poröse oder faserige Mineral-Aggregate. Die größten bisher gefundenen Kristalle waren etwa 3 mm groß. Das Mineral ist vergleichsweise weich (Mohs-Härte 1).

## Etymologie und Geschichte
Der Name des Minerals geht auf die russische Fürstin und Gelehrte Jekaterina Romanowna Woronzowa-Daschkowa (1743–1810) zurück, die als erste Frau der Russischen Akademie der Wissenschaften als Direktorin vorstand. Dashkovait wurde im Jahre 2000 von der International Mineralogical Association (IMA) als Mineral anerkannt.
Nach Formicait ist Dashkovait das zweite Formiat, das von der IMA offiziell als Mineral anerkannt wurde.

## Klassifikation
In der veralteten, aber noch gebräuchlichen 8. Auflage der Mineralsystematik nach Strunz gehörte der Dashkovait zur Mineralklasse der „Organischen Verbindungen“ und dort zur Abteilung der „Salze organischer Säuren“, wo er zusammen mit Abelsonit, Calclacit, Earlandit, Formicait, Hoganit, Julienit, Kafehydrocyanit, Mellit und Paceit die „Mellit-Julienit-Gruppe“ mit der System-Nr. IX/A.02 bildete.
Die seit 2001 gültige und von der International Mineralogical Association (IMA) verwendete 9. Auflage der Strunz’schen Mineralsystematik ordnet den Dashkovait ebenfalls in die Abteilung der „Salze von organischen Säuren“ ein. Diese ist allerdings weiter unterteilt nach der salzbildenden Säure, so dass das Mineral entsprechend seiner Zusammensetzung in der Unterabteilung „Acetate“ zu finden ist, wo es als einziges Mitglied die unbenannte Gruppe 10.AA.10 bildet.
Auch die vorwiegend im englischen Sprachraum gebräuchliche Systematik der Minerale nach Dana ordnet den Dashkovait in die Klasse und gleichnamige Abteilung der „Organische Minerale“ ein. Hier ist er zusammen mit Formicait in der „Formicait-Reihe“ mit der System-Nr. 50.02.06 innerhalb der Unterabteilung der „Salze organischer Säuren (Mellitate, Citrate, Cyanate und Acetate)“ zu finden.

## Kristallstruktur
Dashkovait kristallisiert monoklin in der Raumgruppe P21/c (Raumgruppen-Nr. 14) mit den Gitterparametern a = 8,69 Å, b = 7,18 Å, c = 9,39 Å und β = 97,6° sowie 4 Formeleinheiten pro Elementarzelle.

## Eigenschaften
Dashkovait wie auch Formicait ist leicht wasserlöslich und daher nicht beständig. Die hygroskopischen Kristalle können an der Luft bei zu hoher Feuchtigkeit zerfließen.
Bei Dashkovait handelt es sich chemisch gesehen um das Magnesiumsalz der Ameisensäure, mit der chemischen Formel Mg(HCOO)2. Auch wenn es sich bei Dashkovait um das Salz einer organischen Säure handelt, ist seine Entstehung nicht notwendigerweise an biologische Organismen gebunden. Die Bildung von Magnesiumformiat kann durch rein anorganische Verbindungen erfolgen (siehe die vergleichbare Darstellung von Calciumformiat).

## Bildung und Fundorte
Dashkovait wurde bisher nur in einer Eisenlagerstätte in einem Skarn nachgewiesen. Hier kam es neben Eisen- und Bormineralien in einem salzhaltigen Gestein vor. Assoziierte Mineralien sind: Shabynit, Iowait, Ekaterinit, Korshunovskit, Halit und Hydromagnesit.
Bisher (Stand 2013) sind nur zwei Fundorte in Russland bekannt geworden:
- Grube „Korshunovskoye“ bei Schelesnogorsk-Ilimski (englisch Zheleznogorsk) im ostsibirischen Verwaltungsbezirk Oblast Irkutsk
- Lagerstätte „Solongo B“ auf dem Witimplateau in der Republik Burjatien